# Amon Amarth (band)
Amon Amarth is een melodieuze deathmetalband uit Zweden opgericht in 1992. De naam komt van een locatie in J.R.R. Tolkiens fictieve wereld Midden-aarde. Het is het Sindarijnse woord voor "Doemberg". De vijf Zweedse muzikanten staan bekend om hun veelal krachtige stijl met teksten gebaseerd op Noordse mythologie, met nummers als "Without Fear", "The Last With Pagan Blood", "Down The Slopes Of Death" en "Asator". Vanwege hun lyrische thema wordt Amon Amarth soms ook als vikingmetal omschreven.

## Geschiedenis
De band begon in 1988 onder de naam Scum. In 1992 koos het vijftal voor de naam "Amon Amarth". Een jaar later maakte de groep een demo getiteld "Thor Arise". Deze werd echter nooit uitgebracht. (Op de zogenaamde "Viking Edition" van Versus the World was de demo echter in zijn geheel als bonusmateriaal aanwezig.) Direct bij de uitgave van de tweede demo, "The Arrival Of The Fimbul Winter" in 1994, verwierf de band een goede reputatie in de undergroundscene. Deze demo, in een oplage van 1000 exemplaren, was binnen twaalf uur uitverkocht. (Ook deze is te vinden op de Viking Edition van Versus the World.) In 2011 verscheen het album Surtur Rising; in 2013 het album Deceiver of the Gods, dat volledig in teken van de god Loki staan; in 2016 verscheen het conceptalbum Jomsviking.

## Discografie

### Albums
| Album met eventuele hitnotering(en) in de Nederlandse Album Top 100 | Datum van verschijnen | Datum van binnenkomst | Hoogste positie | Aantal weken | Opmerkingen |
| ------------------------------------------------------------------- | --------------------- | --------------------- | --------------- | ------------ | ----------- |
| Thor Arise                                                          | 1993                  | -                     |                 |              | Demo        |
| The Arrival of the Fimbul Winter                                    | 1994                  | -                     |                 |              | Demo        |
| Sorrow Throughout the Nine Worlds                                   | 1996                  | -                     |                 |              | EP          |
| Once Sent from the Golden Hall                                      | 1998                  | -                     |                 |              |             |
| The Avenger                                                         | 1999                  | -                     |                 |              |             |
| The Crusher                                                         | 2001                  | -                     |                 |              |             |
| Versus the World                                                    | 2002                  | -                     |                 |              |             |
| Fate of Norns                                                       | 2004                  | -                     |                 |              |             |
| With Oden on Our Side                                               | 2006                  | -                     |                 |              |             |
| Twilight of the Thunder God                                         | 19-09-2008            | 27-09-2008            | 87              | 2            |             |
| Surtur Rising                                                       | 25-03-2011            | 02-04-2011            | 62              | 2            |             |
| Deceiver of the Gods                                                | 12-04-2013            | -                     |                 |              |             |
| Jomsviking                                                          | 25-03-2016            | 02-04-2016            | 35              | 1            |             |
| Berserker                                                           | 03-05-2019            | 11-05-2019            | 57              | 1            |             |

| Album met hitnotering(en) in de Vlaamse Ultratop 200 albums | Datum van verschijnen | Datum van binnenkomst | Hoogste positie | Aantal weken | Opmerkingen |
| ----------------------------------------------------------- | --------------------- | --------------------- | --------------- | ------------ | ----------- |
| Twilight of the Thunder God                                 | 19-09-2008            | 04-10-2008            | 70              | 1            |             |
| Surtur Rising                                               | 25-03-2011            | 02-04-2011            | 45              | 4            |             |
| Deceiver of the Gods                                        | 12-04-2013            | 06-07-2013            | 48              | 13           |             |
| Jomsviking                                                  | 25-03-2016            | 02-04-2016            | 18              | 23           |             |
| Berserker                                                   | 03-05-2019            | 11-05-2019            | 11              | 11           |             |
| The Great Heathen Army                                      | 05-08-2022            | 13-08-2022            | 36              | 4            |             |

### Dvd's
- 2006: Wrath of the Norsemen (live-dvd)
- 2018: The pursuit of vikings: 25 years in the eye of the storm (live-dvd/blu-ray)

## Hitlijsten

### De Zwaarste Lijst
| Nummer                      | '09* | '10* | '11* | '12* | '13 | '14 | '15 | '16 | '17 | '18 | '19 | '20 | '21 | '22 | '23 | '24 | '25 |
| --------------------------- | ---- | ---- | ---- | ---- | --- | --- | --- | --- | --- | --- | --- | --- | --- | --- | --- | --- | --- |
| Twilight of the Thunder God | -    | -    |      | -    | -   | -   | -   | -   | 63  | 59  | 42  | 44  | 54  | 54  | 49  | 52  | -   |

- Tot 2012 had de Zwaarste Lijst 70 plaatsen. Dit werd vanaf 2013 verminderd tot 66. In 2021 en 2022 bevatte de lijst 666 plaatsen.